# Tagora pallida
Tagora pallida är en fjärilsart som beskrevs av Walker 1855. Tagora pallida ingår i släktet Tagora och familjen Eupterotidae. Inga underarter finns listade i Catalogue of Life.